# Di questa vita
Di questa vita è un album della cantante pop italiana Anna Oxa, pubblicato il 7 aprile 1992 dall'etichetta discografica CBS Records.
Nell'estate dello stesso anno la cantante ha partecipato al Festivalbar con  Mezzo angolo di cielo, brano trainante dell'album, in cui l'artista affronta temi religiosi, legati a Dio e alla sua indifferenza di fronte ai drammi degli uomini e della vita terrena.
L'album tratta per lo più argomenti sociali come nei brani Allora vinco e Scene vere. Il singolo Mezzo angolo di cielo ha raggiunto la sesta posizione nella classifica italiana.

## Tracce
CD (Columbia 37-471501-10)
Testi di Fabrizio Berlincioni, musiche di Gianni Belleno.
1. Ognuno – 3:44
2. Mezzo angolo di cielo – 4:40
3. Senza – 5:04
4. Tutto quel che non si dice – 3:48
5. Non cambiare – 6:47
6. Scene vere – 4:48
7. Allora vinco – 5:34
8. Di questa vita – 5:51
9. Figli di nessuno – 4:51
10. Io non so dove – 3:58

## Formazione
- Anna Oxa – voce
- Steve Ferrone – batteria
- Geoff Westley – tastiera, cori, programmazione
- Jamie West-Oram – chitarra
- Mick Feat – basso
- Stuart Elliott – batteria
- Christophen Warren-Green – violino
- Steve Waterman – tromba
- Malcolm Griffiths – trombone
- Jamie Talbot – sax
- Gianni Belleno – cori

## Classifiche

### Classifiche settimanali
| Classifica (1992) | Posizione massima |
| ----------------- | ----------------- |
| Europa            | 73                |
| Italia            | 7                 |

### Classifiche di fine anno
| Classifica (1992) | Posizione |
| ----------------- | --------- |
| Italia            | 60        |